# Рамзес X
Рамзес X био је девети фараон Двадесете египатске династије. Родно име му је било Амонхиркхепесхеф. Није јасно да ли му је владавина трајала 3 или 4 године, али данас постоји снажан консензус међу египтолозима да је трајала краће од 9 година, као што се претходно претпостављало. Његов преномен или престоно име, Кхепермаатре, значи "Правда Ре остаје."
Рамзес Кс није иза себе оставио много докумената. Све што се поуздано зна о његовом краљевању јест да су свеопшта несигурност као и талас пљачки гробова - који су мучили његове претходнике - наставили да расту под његовом владавином. Рамзес Кс је такође претпоследњи владар Новог краљевства. Његов гроб у Долини краљева - KV18 - је остављен недовршен. Његова мумија није никад пронађена.